# Brachydesmus jalzici
Brachydesmus jalzici är en mångfotingart som beskrevs av Mrsic 1988. Brachydesmus jalzici ingår i släktet Brachydesmus och familjen plattdubbelfotingar. Inga underarter finns listade i Catalogue of Life.